# 인코드의 음반
이 문서는 인코드에서 발매한 음반 목록이다.

## 2020년대
- 2024년 6월 26일 김재중 - FLOWER GARDEN
- 2024년 9월 14일 김재중 - 괜찮아 (나쁜 기억 지우개 X 김재중)
- 2024년 10월 16일 세이마이네임 - SAY MY NAME
- 2024년 12월 30일 김재중 - SEQUENCE #4
- 2025년 1월 22일 김재중 - 김재중 - 못 잊은 거죠 (쇼뮤지컬 드림하이 OST)
- 2025년 3월 13일 세이마이네임 - My Name Is...
- 2025년 4월 10일 김재중 - 내 남은 사랑을 위해